# 壺井寺
壺井寺（つぼいでら）は、大阪府柏原市法善寺にある融通念仏宗の仏教寺院。山号は「護法山」。

## 歴史・概要
平安時代にこの地に法善寺の地名の由来とされる「法禅寺」と呼ばれた寺院があったが、天授年間（1375年 - 1381年）の兵火により焼失し、その後当山が再建されたと伝わっている。
大念仏寺に伝わる文書「大念仏寺四十五代記録并末寺帳」によると、1617年（元和三年）に道念が創建したと記されている。当初は浄福寺と称したが、後に現在の寺名に改められた。
観音堂本尊の銅造菩薩立像は別名「避雷観音」といい、飛鳥時代後期に作られた金銅仏である。鍍金が施されていたが兵火に遇い剥がれ落ちている。かつての法禅寺の境内にあった壺のような形の井戸の上に祀られていたものと伝わっており、現在の寺号の由来とされている。
現在の本堂は1887年（明治20年）に再建されたもの。現在の松原市にあった永興寺（廃寺、大林寺の前身）の本堂を移築したものである。

## 札所
河内西国霊場
6 法雲寺　--　7 壺井寺　--　8 大黒寺

## 交通アクセス
- 近鉄大阪線 法善寺駅から西へ徒歩約3分
- 国道25号線 本郷橋交差点から東へ約400m （駐車場はない）